# Sauermilch-Oxidation
Die Sauermilch-Oxidation ist eine Namensreaktion in der Organischen Chemie. Sie wurde nach ihrem Erfinder, dem deutschen Chemiker Walter Sauermilch (1902–1994) benannt, der sie zusammen mit Wilhelm Mathes entwickelte. Sie beschreibt die Synthese von Pyridincarbaldehyden.

## Zur Reaktion
2-Methylpyridin reagiert mit Sauerstoff in Anwesenheit eines Katalysators (V2O5/MoO3). Bei einer Temperatur von 350–450 °C entsteht unter Wasserspspaltung Pyridin-2-carbaldehyd:
Analog entsteht aus 4-Methylpyridin (4-Picolin) der Pyridin-4-carbaldehyd. Bei der Sauermilch-Oxidation von 2,6-Lutidin entsteht 6-Methyl-pyridin-2-carbaldehyd.

Pyridin-4-carbaldehyd
6-Methyl-pyridin-2-carbaldehyd

Wenn 3-Methylpyridin (β-Picolin) als Edukt verwendet wird, entsteht ein Gemisch aus Pyridin-3-carbaldehyd, Pyridin-4-carbaldehyd und 6-Methyl-pyridin-2-carbaldehyd.